# Yuhua, Shijiazhuang
Yuhua är ett stadsdistrikt i Shijiazhuang i Hebei-provinsen i norra Kina.